# Clénay
Clénay é uma comuna francesa na região administrativa da Borgonha-Franco-Condado, no departamento de Côte-d'Or. Estende-se por uma área de 5,58 km². Em 2010 a comuna tinha 873 habitantes (densidade: 156,5 hab./km²).